# Bungee-Effekt
Als Bungee-Effekt bezeichnet man in der Orthopädie und Unfallchirurgie ein Phänomen, das nach der Rekonstruktion eines gerissenen Kreuzbandes (Kreuzbandriss) zu einer Instabilität des Kniegelenkes führen kann. Der Bungee-Effekt bewirkt eine Aufweitung des Bohrkanals, in dem sich das Transplantat der Kreuzbandplastik befindet. 

## Beschreibung

Schematische Darstellung des Bungee-Effektes. Die longitudinale Bewegung des Implantates wird durch den roten Pfeil symbolisiert.

Der Bungee-Effekt tritt im Wesentlichen bei der Verwendung von Semitendinosussehnen als Transplantat und deren Fixierung mit Endobuttons auf. Dieser Verbund hat – je nach Vorspannung – eine Dehnbarkeit von bis zu 10 Prozent. Diese Dehnbarkeit ermöglicht longitudinale Relativbewegungen des Transplantates im Bohrkanal. Der Bungee-Effekt führt vor allem im Bohrkanal des Oberschenkelknochens zu Tunnelweitungen und so zu einer erhöhten Restinstabilität im Knie. Im Extremfall kann ein Transplantatversagen die Folge sein.
Die der Bewegungsrichtung eines Bungee-Seils ähnelnde Translation des Implantates gab dem beschriebenen Effekt seinen Namen.
Der Bungee-Effekt ist eng verwandt mit dem Scheibenwischer-Effekt, bei den die Weitung des Bohrkanals durch eine wedelnde Querbewegung verursacht wird.

## Vermeidung des Bungee-Effektes
Der Bungee-Effekt lässt sich durch mehrere Maßnahmen weitgehend verhindern. So ist eine ausreichende Vorspannung des Transplantates auf der Werkbank wichtig. Eine gelenknahe Fixierung der Transplantate ist eine weitere präventive Maßnahme.

## Weiterführende Literatur
- J. Lützner und M. Bottesi: Rekonstruktion des vorderen Kreuzbandes. In: Trauma und Berufskrankheit 11, 2009, S. 136–139. doi:10.1007/s10039-008-1469-7
- S. Reddy u. a.: Bungee cord-induced corneal lacerations correcting for myopic astigmatism. In: Journal of Cataract and Refractive Surgery 33, 2007, S. 1339–1340. PMID 17586399
- H. H. Paessler und D. S. Mastrokalos: Anterior cruciate ligament reconstruction using semitendinosus and gracilis tendons, bone patellar tendon, or quadriceps tendon-graft with press-fit fixation without hardware. A new and innovative procedure. In: Orthop Clin North Am 34, 2003, S. 49–64. PMID 12735201 (Review)
- P. E. Rork: "Bungee cord" effect in hamstring tendon ACL reconstruction. In: Orthopedics 184, 2000, S. 184. PMID 10741360